# 哥伦拜恩高中
哥倫拜恩高中（英語：Columbine High School）是位於美國科羅拉多州傑佛遜郡的一所高級中學，成立於1973年；創立時有1,652名學生。學校是以科倫拜社區命名。Columbine即為科羅拉多州州花洛磯山耬斗菜。
1999年4月20日，科倫拜高中發生重大校園槍擊事件，造成行兇者在內15人死亡。

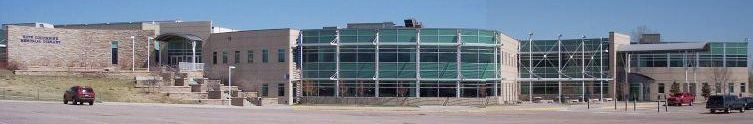
科倫拜高中全景
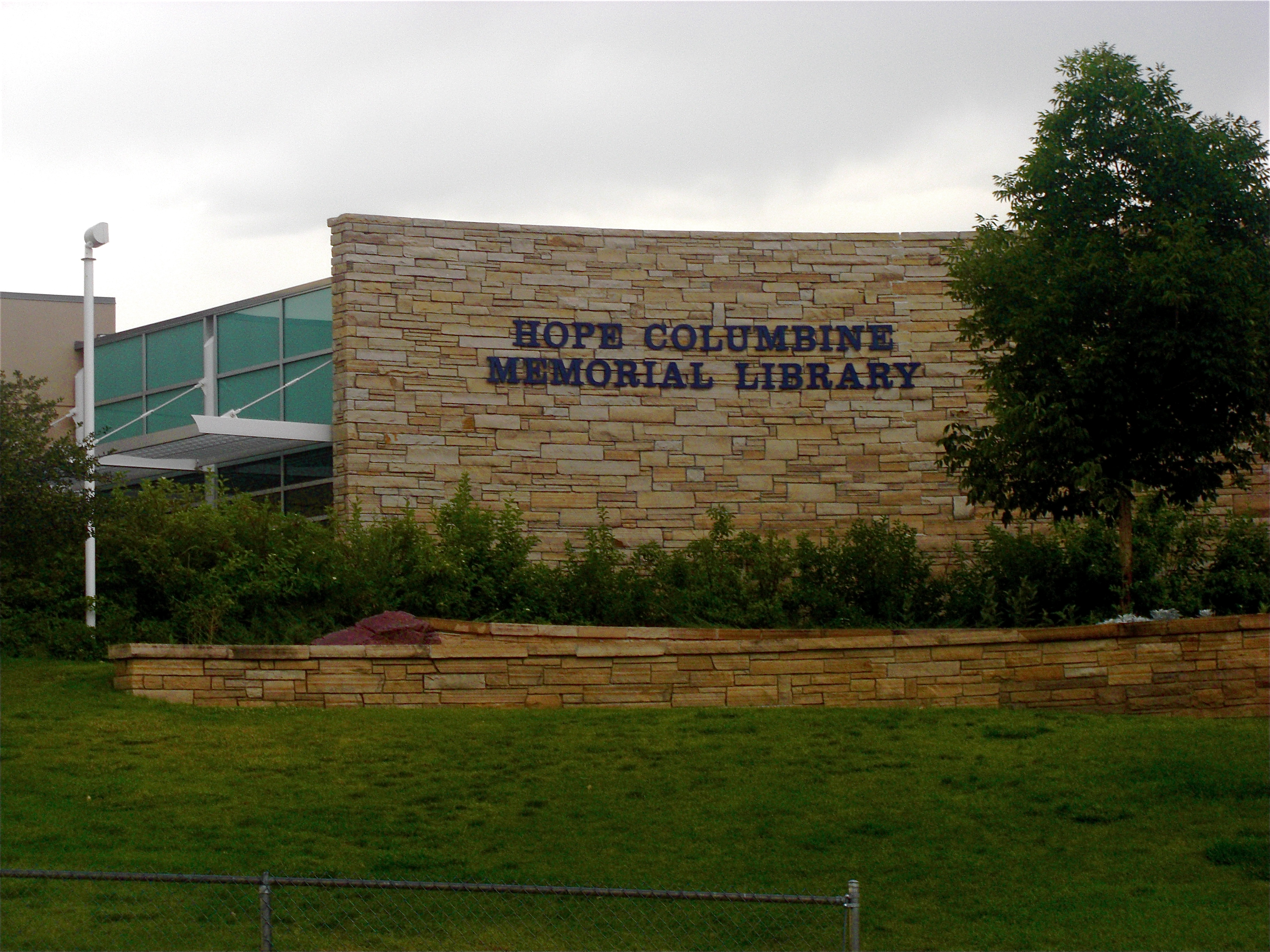
科倫拜高中圖書館，於槍擊事件後重建

## 发展历史
哥伦拜恩高中于 1973 年开学，第一任校长是杰拉尔德·迪福德（Gerald Difford）。1995年，增加了一个新的自助餐厅和图书馆;1999-2000 年，对走廊、自助餐厅和前图书馆进行了内部装修;在 2000 年代初期，增加了新的 HOPE 哥伦拜恩纪念图书馆和现场纪念馆。